# John Adam
Pour les articles homonymes, voir Adam (homonymie).
John Adam né le 7 mars 1721 à Linktown of Abbotshall (aujourd'hui Kirkcaldy) et mort le 25 juin 1792 est un architecte écossais.

## Biographie

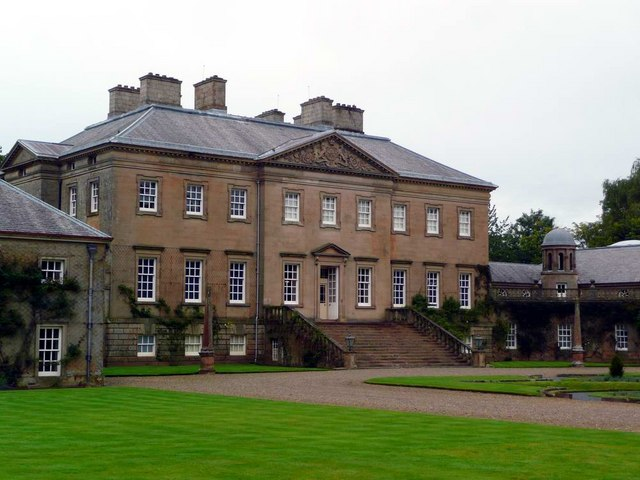
Dumfries House

Fils de William Adam (architecte), il est le frère de Robert Adam et de James Adam, tous les trois architectes comme lui. Il est aussi le père de William Adam de Blair Adam (Solliciteur général pour l'Écosse).
Après ses études secondaires, il ne va pas à l'université, car il travaille déjà dans l'étude paternelle. Fils aîné, il en prend la direction en juin 1748 à la mort de son père. Il y associe rapidement son frère Robert. Ils terminent les constructions entamées par leur père, comme Hopetoun House.
Robert part faire son Grand Tour en 1754 puis s'installe à Londres où il ouvre une étude avec ses plus jeunes frères. Resté seul en Écosse, John Adam dessine et supervise la construction de Dumfries House pour le comte de Dumfries ou Broomhall pour le comte d'Elgin, les résidences de Lord Alemoor ou Sir Lawrence Dundas et le Royal Exchange à Édimbourg.